# Bematistes haydni
Bematistes haydni är en fjärilsart som beskrevs av Suffert 1904. Bematistes haydni ingår i släktet Bematistes och familjen praktfjärilar. Inga underarter finns listade i Catalogue of Life.